# Hans-Hermann Wendhausen
Hans-Hermann Wendhausen (* 2. März 1947 in Helmstedt; † 26. Mai 2023) war ein deutscher Politiker. Er war bis Ende April 2009 Mitglied der SPD. In den Jahren 1994 bis 2008 gehörte er dem niedersächsischen Landtag an.

## Leben und Wirken
Der Diplomingenieur war seit dem Jahr 1977 bei der Volkswagen AG in Wolfsburg als technischer Angestellter tätig. Weiterhin war er Aufsichtsratsmitglied bei der Flughafengesellschaft Braunschweig mbH.
Wendhausen führte sein Angestelltenverhältnis auf dem Papier bei Volkswagen auch nach seiner Wahl in den Landtag weiter und bezog bis zum 1. Januar 2005 Gehalt von Volkswagen. Am 1. Juli 2005 wurde die Teilzeitbeschäftigung wieder aufgenommen. VW-Chef Bernd Pischetsrieder wollte die Arbeitsverhältnisse mit den beiden niedersächsischen SPD-Landtagsabgeordneten Ingolf Viereck und Hans-Hermann Wendhausen beenden. Die beiden hatten zehn Jahre lang parallel zu ihren Diäten von 5400 Euro monatlich ein zweites Gehalt von VW kassiert, ohne dass sie dafür arbeiten mussten.
Da er nicht nachweisen konnte, für das von VW erhaltene Gehalt eine konkrete Gegenleistung erbracht zu haben, wurde er vom niedersächsischen Landtagspräsidenten Jürgen Gansäuer auf der Grundlage des Abgeordnetengesetzes dazu aufgefordert, eine Zahlung in Höhe von 422.954 € an das Land Niedersachsen zu leisten. Wendhausen ließ über seinen Anwalt verlauten, dass er die verbotenen Nebeneinkünfte nicht zurückzahlen wolle. Er berief sich dabei darauf, eine Gegenleistung erbracht zu haben. Welche Gegenleistung er erbracht habe, ließ er jedoch offen. VW bestätigte, dass Wendhausen keine Gegenleistung erbracht habe.
Der Klage auf die Rückzahlung vor dem Verwaltungsgericht Braunschweig wurde am 16. November 2005 stattgegeben. Wegen der grundsätzlichen Bedeutung des Falls wurde jedoch die Berufung zugelassen. Das Niedersächsische Oberverwaltungsgericht entschied im Berufungsverfahren am 13. März 2008, dass Wendhausen über mehrere Jahre verbotene Zahlungen im Sinne des § 27 Abs. 3 des Niedersächsischen Abgeordnetengesetzes (NAbgG) von der Volkswagen AG erhalten habe und deshalb die erhaltenen Beträge an das Land Niedersachsen abführen müsse.
Die Revision an das Bundesverwaltungsgericht wurde nicht zugelassen. Die dagegen eingelegte Nichtzulassungsbeschwerde wurde am 29. August 2008 vom 6. Senat des Bundesverwaltungsgerichts (6 B 49.08) zurückgewiesen.
Ende April 2009 verließ Wendhausen die SPD auf eigenen Wunsch. Einen offiziellen Beweggrund gab er nicht bekannt.